# Hypobulie
Hypobulie je porucha schopnosti jednat cílevědomě a uvědoměle nebo také nedostatek pevné vůle, nedostatečná motivace cokoliv dělat. Příčinou může být nedostatek sebevědomí a pocit úzkosti. Dotyčný musí činnosti, které dříve zvládal, přerušovat a dělat na etapy, např. úklid a vaření. Je pro něj problém přinutit se do aktivit. Hypobulie může být jedním z příznaků deprese.
Jako pubertální hypobulie se může tato poruch vyskytovat zejména u dospívajících chlapců.